# Високе (Любуське воєводство)
Високе (пол. Wysokie, нім. Woitscheke, after 1936: Schäferberg) — село в Польщі, у гміні Червенськ Зеленогурського повіту Любуського воєводства.
Населення — 132 особи (2011).
У 1975-1998 роках село належало до Зеленогурського воєводства.

## Демографія
Демографічна структура станом на 31 березня 2011 року:
|          | Загалом | Допрацездатний вік | Працездатний вік | Постпрацездатний вік |
| -------- | ------- | ------------------ | ---------------- | -------------------- |
| Чоловіки | 62      | 11                 | 44               | 7                    |
| Жінки    | 70      | 16                 | 41               | 13                   |
| Разом    | 132     | 27                 | 85               | 20                   |